# Valentin Carron
Pour les articles homonymes, voir Carron.
 (décembre 2007).
Valentin Carron, né en 1977 à Martigny,, est un artiste suisse. Il vit et travaille à Fully.

## Biographie
Entre 1997 et 2000, il suit les cours de l'école cantonale d'art du Valais, à Sierre, puis à l'école cantonale d'art de Lausanne (ECAL).
En 1999, il reçoit le prix d'encouragement à la création de l'État du Valais ainsi que le prix de la Fondation Ernest Manganel et le prix Odette Steinmann. En 2000 et 2001, il remporte un prix fédéral d'art, cette dernière année accompagné du prix Moët Hennessy, Suisse.
Depuis 2006, il enseigne à l'école cantonale d'art de Lausanne (ECAL). Sa Fotolitographie Ciao, 2011, est conservée au Museo Cantonale d'Arte de Lugano.
Il représente la Suisse en 2013 à la Biennale de Venise.

## Expositions personnelles (sélection)
- 2020 : Zéro Virgule Nul, Le Consortium
- 2008 : Apre mont (avec David Hominal, Balthazar Lovay et Fabian Marti), Centre culturel suisse, Paris
- 2007 : Valentin Carron, Kunsthalle Zürich
- 2006 : Déchéance, élégance, déhanchement, Swiss Institute, New York
- 2006 : Valentin Carron vs Mai-Thu Perret. Solid Objects, Chisenhale Gallery, Londres
- 2005 : Rellik, Galerie Eva Presenhuber, Zürich
- 2005 : Valentin Carron vs Mai-Thu Perret, Centre d'art contemporain (Genève)
- 2005 : Fer de Lance, Galerie Francesca Pia, Berne

## Expositions collectives (sélection)
- 2008 : Bex & Arts 2008, Triennale de sculpture contemporaine en plein air, Bex
- 2007 : Art en plein air - Môtiers 2007, Môtiers
- 2006 : In den Alpen, Kunsthaus de Zurich
- 2005 : Excentricités, Progr : Zentrum für Kulturproduktion, Bern
- 2005 : OKIOKAY, Swiss Institute/Grey Art Gallery, New York
- 2005 : La piste noire, Galerie Loevenbruck, Paris
- 2004 : Its all an Illusion, Migros Museum für Gegenwartskunst, Zürich
- 2004 : Homo social, Champion Fine Arts, New York